# Savior (песня Skillet)
«Savior» — третий сингл с пятого студийного альбома Collide христианской рок-группы Skillet. Он стал пятым из песен Skillet по высоте места в чартах.

## Track listing
1. «Savior» (Edit) — 4:01

## Чарты
Savior был на № 26 месте в Billboard rock charts и на № 21 в чартах ChristianRock.net
Annual Top 100.

## Титры
- Джон Купер — вокал, бас-гитара
- Кори Купер — клавишные, гитара
- Бен Касика — гитара
- Лори Петерс — барабаны

## Видео
Действие происходит в доме и парке ночью. В видео показывается отец, жестоко обращающийся с детьми, и дети начинают сбегать от своего отца. Они бегут в парк, где играет Skillet. Видео заканчивается тем, что детей спасает мать. Видео носит самый тяжелый характер из всех видео Skillet.